# 마테이 토트
마테이 토트(슬로바키아어: Matej Tóth, [ˈmacej ˈtɔːt], 1983년 2월 10일~)는 슬로바키아의 육상 선수로 주 종목은 경보이다. 2015년 세계 육상 선수권 대회에서 50km 경보 금메달을 획득했으며, 리우데자네이루에서 열린 2016년 하계 올림픽에서도 4번의 대회 참가 끝에 50km 경보 금메달을 획득했다.